# Ben's Original

Логотип Uncle Ben's.

Ben's Original — бренд рису швидкого приготування та пов'язаних з ним харчових продуктів; належить корпорації Mars, Inc.
Бренд був уперше використаний корпорацією Converted Rice Inc., пізніше купленої компанією Mars.
Рис Ben's Original був уперше представлений на ринку 1943 року. З 1950-х по 1990-ті роки був найпродаванішим рисом у США. 